# Pete Way
Pete Way wł. Peter Frederick Way (ur. 7 sierpnia 1951 w Enfield, Middlesex, zm. 14 sierpnia 2020) – brytyjski basista rockowy. Najbardziej znany jako basista w UFO, z którym grał od 1969 do 1982, krótko w latach 1988–1989 i ponownie od 1991 do 2008 roku. Way był również znany jako członek i założyciel zespołów Waysted i Fastway. Grał także z Michaelem Schenker Group i Ozzym Osbournem.

## Kariera
Karierę rozpoczął jako muzyk studyjny dla wielu artystów. Grał w zespołach z przyjaciółmi z liceum, a później stworzył zespół z przyjaciółmi Philem Moggiem, Andym Parkerem i Mickiem Boltonem. Później stał się to oryginalny skład UFO. Po dwóch studyjnych albumach z oryginalnym gitarzystą, zespół zwerbował gitarowego wunderkinda Michaela Schenkera ze Scorpions. Później zespół podpisał kontrakt z gitarzystą i klawiszowcem i wieloletnim przyjacielem Paulem Raymondem. Grupa wydała wiele albumów i singli i była dwa razy w brytyjskiej liście top 40 hitów. 
Nie podążając bardziej komercyjnie dostępnemu kierunkowi, w jakim UFO podążało we wczesnych latach 80., Way założył Fastway wraz z byłym gitarzystą Motörhead „Fast” Eddiem Clarkiem. Pete nie był w stanie uwolnić się od kontraktu, który podpisał z Chrysalis i ustąpił, aby grać na basie dla Ozzy'ego Osbourne'a podczas trasy Diary of a Madman. 
W 1982 roku Way wraz z Fin Muirem, Paulem Raymondem, Frankiem Noonem i Ronniem Kayfieldem założyli Waysted. Ich debiutancki album Vices został wydany w 1982 roku i osiągnął 78 miejsce na brytyjskiej liście przebojów. Trzeci album zespołu, Save your Prayers, był ich największym sukcesem w Ameryce. 
W 1992 roku Way dołączył do Phila Mogga w zreformowanym UFO i wydał album High Stakes & Dangerous Men. Jednak Way nie mógł uczestniczyć w trasach koncertowych albumu UFO The Visitor w 2009 roku z powodu choroby; i ponieważ miał problemy z narkotykami, a Stany Zjednoczone nie pozwoliły mu na wjazd do kraju. Od tego czasu nie grał z UFO, ale występował gościnnie z Michaelem Schenkerem. Way wydał dwa albumy pod szyldem Damage Control, pierwszy album Damage Control został nagrany z Robinem George'em, Spike i Chrisem Slade; druga została nagrana jako trio z Robinem i Pete'em, którzy dzielą się wokalem. 
W czasach świetności UFO w latach 70. używał basu Fender Precision, który wraz z jego charakterystycznymi spodniami w paski w dużej mierze wpłynął na wygląd sceniczny Steve'a Harrisa. 
Way przeszedł na basy Gibson Thunderbird, które są znane z ostrego rockowego brzmienia; jednak skomentował, że używa Epiphone Thunderbirda, ponieważ stwierdził, że wydaje się mieć grubsze brzmienie. Znany był również z używania basów Ibaneza, w szczególności różowego basu Ibanez Iceman i Washburn B-20, dla którego został przedstawiony w kampanii reklamowej. Jego wizerunek został również wykorzystany w kampanii reklamowej basów Artex. 
W 2017 roku wydał autobiografię, z pomocą profesjonalnego pisarza Paula Reesa, zatytułowaną A Fast Ride Out of Here: Confessions of Rock's Most Dangerous Man.
W 2018 roku założył zespół Pete Way Band wraz z gitarzystą Kamilem Woj i Jasonem Poole'em, a także nagrał gościnnie bas w utworze Warfare wraz z Evo i Fast Eddiem Clarke zatytułowanym „Misanthropy”, który ukaże się w 2020 roku nakładem Cherry Red Records.
W czerwcu 2019 roku PWB rozpoczęło trasę koncertową po Wielkiej Brytanii w nowym składzie składającym się z dwóch byłych członków UFO.

## Śmierć
Way zmarł 14 sierpnia 2020 roku w wieku 69 lat, tydzień po jego urodzinach, po zagrażających życiu obrażeniach, które odniósł w wypadku dwa miesiące wcześniej. Pozostawił żonę, dwie córki Zowie i Charlotte oraz młodszy brata Neilla.
Pete Way zmarł zaledwie dziesięć tygodni po swoim byłym koledze z UFO, gitarzyście Paulu Chapmanie i rok po klawiszowcu Paulu Raymondzie, pozostawiając wokalistę Phila Mogga i perkusistę Andy'ego Parkera jako jedynych żyjących członków składu.